# Championnats du monde de patinage synchronisé 2022
Navigation
Championnats du monde 2019 Championnats du monde 2023
Les Championnats du monde de patinage synchronisé 2022 ont eu lieu du 7 au 9 avril 2022 à FirstOntario Centre, à Hamilton aux Canada.
La ville devait initialement accueillir les championnats du monde en 2021 mais ils furent annulés en raison de la pandémie de Covid-19.

## Qualification
Les équipes sont éligibles à l'épreuve si elles représentent une nation membre de l'Union internationale de patinage (International Skating Union en anglais) et si les membres ont atteint l'âge de 15 ans avant le 1er juillet 2022. Les fédérations nationales sélectionnent leur équipe en fonction de leurs propres critères.

### Nombres d'inscriptions par pays
Après l'annulation des championnats du monde de 2020 et 2021, L'Union internationale de patinage se base sur les résultats des championnats du monde de 2019 pour autoriser des pays à inscrire une seconde équipe. À la suite de ces derniers championnats du monde, le Canada, la Finlande, l'Italie, la Russie et les États-Unis ont eu le droit d'inscrire une seconde équipe. Cependant à la suite de la guerre en Ukraine, la Russie a été bannie des compétitions par l'ISU.
| Nombres d'équipes | Pays |
| ----------------- | --- |
| 2                 | - Canada - États-Unis - Finlande - Italie |
| 1                 | - Allemagne - Australie - Belgique - Croatie - Espagne - France - Grande-Bretagne - Hongrie - Italie - Japon - Pays-Bas - Pologne - Suède - Suisse - Tchéquie - Turquie |

## Palmarès

### Podium
| Épreuve                                  | Or           | Argent            | Bronze             |
| ---------------------------------------- | ------------ | ----------------- | ------------------ |
| Patinage synchronisé résultats détaillés | Les Suprêmes | Marigold IceUnity | Helsinki Rockettes |

### Cinq meilleurs pays
Ces derniers auront la possibilités d'inscrire deux équipes aux championnats du monde 2023.
| Rang | Pays       | Or | Argent | Bronze | Classement Équipes |
| ---- | ---------- | -- | ------ | ------ | ------------------ |
| 1    | Canada     | 1  | 0      | 0      | 1er, 4e            |
| 2    | Finlande   | 0  | 1      | 1      | 2e, 3e             |
| 3    | États-Unis | 0  | 0      | 0      | 5e, 6e             |
| 4    | Allemagne  | 0  | 0      | 0      | 7e                 |
| 5    | Hongrie    | 0  | 0      | 0      | 8e                 |

## Résultats détaillés
| Rang | Nom                  | Pays        | Points | Programme court | Programme court | Programme libre | Programme libre |
| ---- | -------------------- | ----------- | ------ | --------------- | --------------- | --------------- | --------------- |
| 1    | Les Suprêmes         | Canada      | 236.31 | 2               | 81.51           | 1               | 154.80          |
| 2    | Marigold IceUnity    | Finlande    | 228.72 | 4               | 77.48           | 2               | 151.24          |
| 3    | Helsinki Rockettes   | Finlande    | 226.20 | 1               | 82.76           | 5               | 143.66          |
| 4    | Nexxice              | Canada      | 224.38 | 3               | 77.65           | 3               | 146.73          |
| 5    | Haydenettes          | États-Unis  | 212.99 | 6               | 68.70           | 4               | 144.29          |
| 6    | Miami University     | États-Unis  | 204.90 | 5               | 71.77           | 6               | 133.13          |
| 7    | Berlin 1             | Allemagne   | 187.03 | 7               | 60.99           | 7               | 126.04          |
| 8    | Passion              | Hongrie     | 182.21 | 8               | 59.32           | 8               | 122.89          |
| 9    | Olympia              | Tchéquie    | 171.57 | 10              | 58.99           | 11              | 112.58          |
| 10   | Inspire              | Suède       | 169.92 | 9               | 59.32           | 12              | 110.60          |
| 11   | Hot Shiver           | Italie      | 169.44 | 11              | 56.59           | 10              | 112.85          |
| 12   | Les Zoulous          | France      | 167.08 | 12              | 52.54           | 9               | 114.54          |
| 13   | Ice on Fire          | Italie      | 156.32 | 13              | 51.03           | 14              | 105.29          |
| 14   | Starlight Elite      | Suisse      | 153.11 | 14              | 48.34           | 15              | 104.77          |
| 15   | Jingu Ice Messengers | Japon       | 148.65 | 15              | 42.12           | 13              | 106.53          |
| 16   | Ice Fire Senior      | Pologne     | 139.49 | 17              | 40.31           | 16              | 99.18           |
| 17   | Fusion               | Espagne     | 126.85 | 16              | 40.89           | 18              | 85.96           |
| 18   | Unity                | Australie   | 125.64 | 20              | 38.05           | 17              | 87.59           |
| 19   | Ice United           | Pays-Bas    | 118.36 | 22              | 34.95           | 19              | 83.41           |
| 20   | Icicles Senior       | Royaume-Uni | 117.58 | 18              | 39.17           | 20              | 78.41           |
| 21   | Phoenix              | Belgique    | 113.38 | 21              | 37.82           | 21              | 75.56           |
| 22   | Zagreb Snowflakes    | Croatie     | 112.62 | 19              | 38.17           | 22              | 74.45           |
| 23   | Vizyon               | Turquie     | 95.09  | 23              | 30.89           | 23              | 64.20           |